# Jakub Hirszberg
Jakub Hirszberg (Hirschberg) (ur. 14 marca 1848 w Kutnie, zm. 11 kwietnia 1914 w Berlinie) – przemysłowiec łódzki, żydowski działacz społeczny.

## Życiorys
Był synem Teodora (1819–1889), kupca i właściciela domu. Po przybyciu do Łodzi początkowo pracował jako pośrednik w handlu przędzą i tkaninami z wełny czesankowej (wyroby kamgarnowe).
W 1871 r. przy ul. Spacerowej (obecnie al. T. Kościuszki) 23/25 na dwóch działkach pomiędzy ul. Spacerową a ul. Wólczańską założył fabrykę w której produkował trykotaże i wyroby dziewiarskie. W 1884 r. rozbudował firmę, następnie przyjął wspólnika Maksa Wilczyńskiego i wspólnie ją znów rozbudowali, równocześnie założyli towarzystwo akcyjne „Hirszberg i Wilczyński”, później przekształcone w spółkę akcyjną pod nazwą Towarzystwo Wyrobów Trykotażowych i Dzianych Jakub Hirszberg i Maks Wilczyński. W tej fabryce otwarto bibliotekę, z której mogli bezpłatnie korzystać robotnicy. W 1899 r. wspólnicy przy ul. Widzewskiej (obecnie ul. Jana Kilińskiego) 60 założyli przędzalnię wełny czesankowej.
Po ich śmierci firmą zarządzali spadkobiercy: m.in. synowie Jakuba: Emil i Leon oraz Salomea, wdowa po M. Wilczyńskim. Podczas II wojny światowej Niemcy przejęli firmę w końcu 1939 r. jako „Hirszberg Jacob & Wilczynski, AG, Erzeugung von Trikot– und Wirkwaren”. W 1946 r. zakłady zostały upaństwowione pod nazwą Państwowe Zakłady Przemysłu Dziewiarskiego nr 2 w Łodzi, a później Zakłady Przemysłu Dziewiarskiego im. Tomasza Rychlińskiego „Dresso”.
Od 1908 r. Jakub Hirszberg był członkiem komitetu nadzorczego Towarzystwa Kredytowego m. Łodzi oraz członkiem Rady i Zarządu Banku Handlowego w Łodzi. Był współzałożycielem i członkiem zarządu Łódzkiego Żydowskiego Towarzystwa Dobroczynności, członkiem zarządu Domu Starców i kuratorem Fundacji im. Hermana i Miny małżonków Konstadtów. Wchodził w skład komitetu budowy Żydowskiego Szpitala dla Dzieci im. Konstadtów. Z upoważnienia Miny Konstadt, fundatorki Domu Przedpogrzebowego (na nowym cmentarzu żydowskim przy ul. Brackiej), czuwał nad jego budową. Był członkiem Komitetu Synagogi przy ul. Spacerowej 2 (al. T. Kościuszki).
Żonaty z Ernestyną z d. Kot (25 X 1851 – 31 I 1927), miał synów: Emanuela (Emila) Majera (ur. 8 lub 20 IX 1872 w Łodzi, zm. pomiędzy X a XII 1939 w Łodzi) i Leona Leopolda (9 IX 1875 – 25 VI 1938) oraz córkę Rozalię (Różę) (ur. 8 grudnia 1878). Był bratem fabrykanta Franciszka Hirszberga.
Zmarł 11 kwietnia 1914 r. w Berlinie, pochowany został 16 kwietnia w Łodzi na cmentarzu żydowskim przy ul. Brackiej tzw. „nowym”. W rodzinnym grobowcu (odnalezionym w połowie lat 80. XX w.) spoczywają razem: Jakub i jego żona Ernestyna, ich syn Leon, wraz z córeczką Anielą Marią, oraz córka Rozalia.